# Îles Geiyo
Les îles Geiyo (芸予諸島, Geiyo-shotô) désignent une centaine d'îles formant un archipel dans la mer intérieure de Seto au Japon.

## Liste des îles Shiwaku
Voici une liste non exhaustive des îles Geiyo :
- Inno-shima
- Ikuchi-jima
- Ōshima
- Osakikami-jima
- Shimo-jima
- Uma-shima